# Pizza Margherita
La pizza Margherita è la tipica pizza napoletana. Condita con pomodoro, mozzarella, basilico fresco, sale e olio è assieme alla pizza marinara la pizza napoletana più popolare.
Rappresenta sicuramente il simbolo per antonomasia del patrimonio culturale e culinario italiano, diffusa per la sua fama in tutto il mondo.

## La leggenda
Nel giugno 1889 il cuoco Raffaele Esposito della Pizzeria Brandi fu convocato alla Reggia di Capodimonte per cucinare tre pizze su invito della Regina d'Italia Margherita di Savoia. La sovrana apprezzò particolarmente la pizza con pomodoro, mozzarella e basilico, colori della bandiera italiana. Il piatto venne quindi immediatamente ribattezzato in onore della sovrana (con riferimento al fatto che il termine "pizza", allora sconosciuto al di fuori della città partenopea, indicava quasi sempre le torte dolci), dove i condimenti salati capitatigli tra le mani, pomodoro, fiordilatte e basilico, rappresentavano gli stessi colori della bandiera italiana. Non sono certi invece i condimenti delle altre due pizze preparate da Esposito.

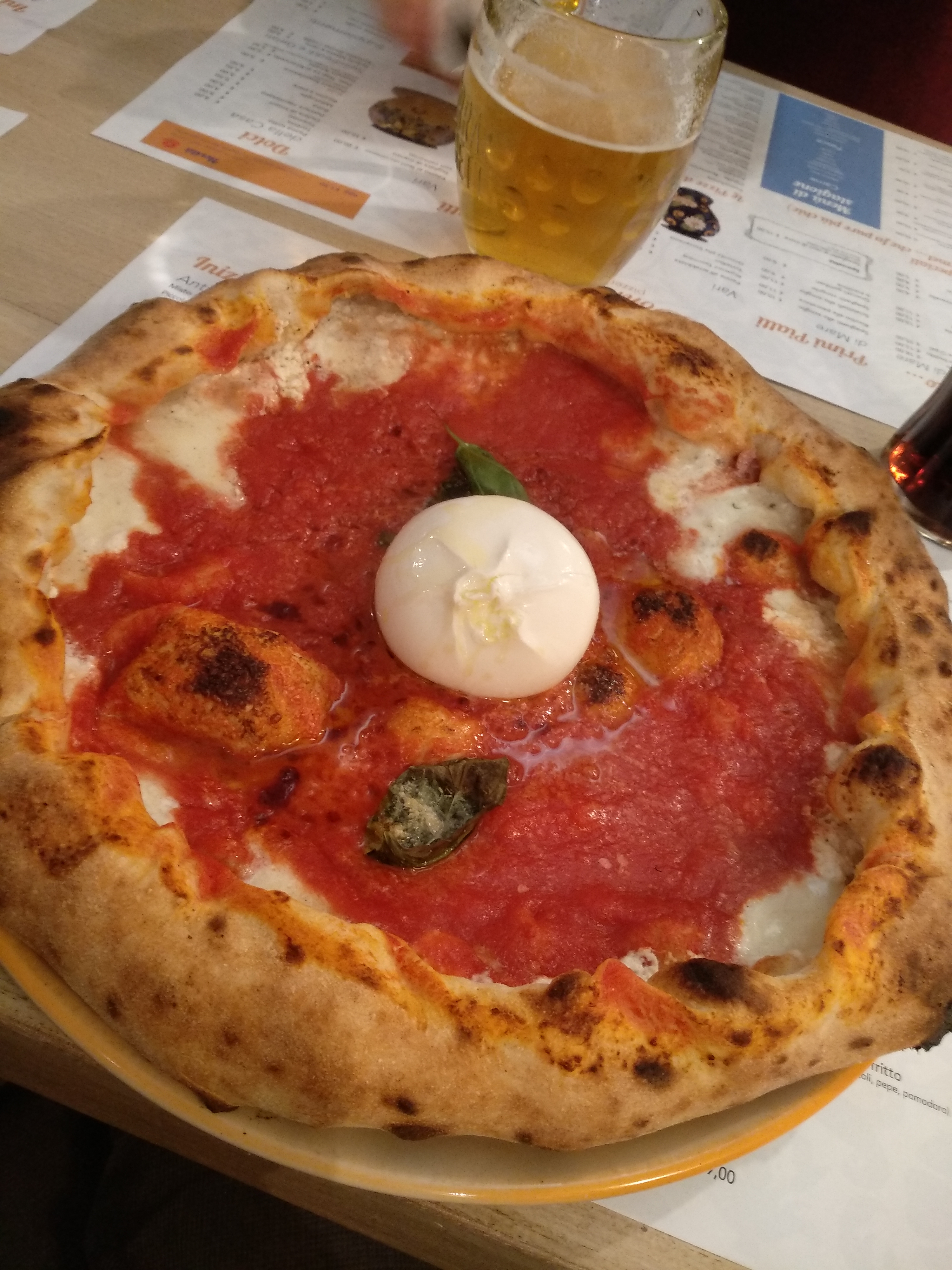
Pizza quasi Margherita

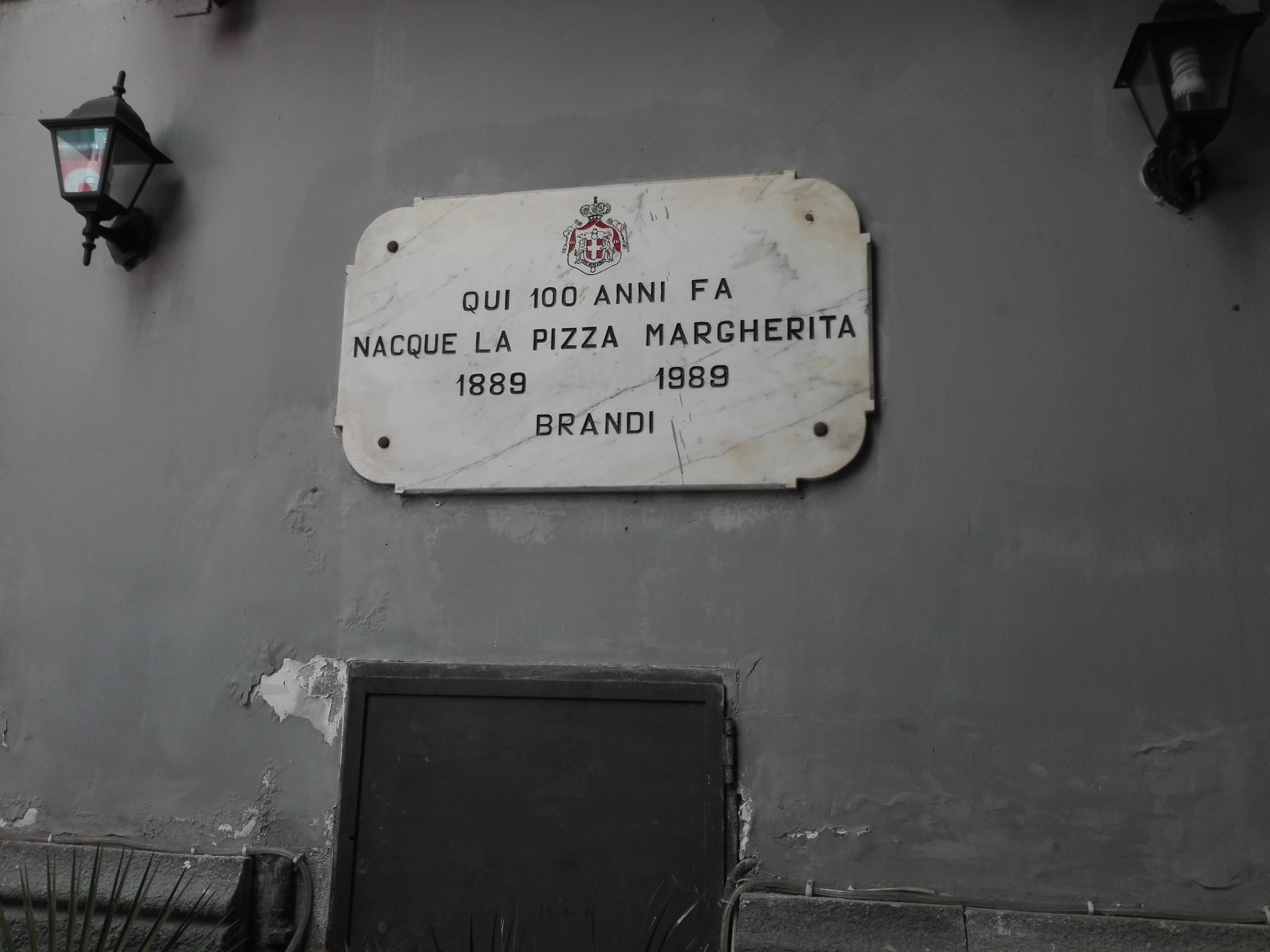
Targa commemorativa del presunto centenario della nascita della pizza secondo la leggenda

A testimonianza del fatto è conservata all'interno della Pizzeria Brandi un documento che recita:
Capodimonte
11 giugno 1889
Ispezione Ufficio di Bocca
Pregiatissimo Sig. Raffaele Esposito Brandi Le confermo che le
tre qualità di Pizze da Lei confezionate per Sua Maestà la Regina
vennero trovate buonissime
Mi creda di Lei
Devotissimo
Galli Camillo
Capo dei Servizi di Tavola della Real Casa»

## Storia
Sul quotidiano romano Il Bersagliere del 19 giugno 1880 comparve quest'articolo:
negozianti di pizze alla napolitana. Egli tiene in Napoli parecchi 
negozi di questo ghiotto commestibile, di cui si fa assai prospero
commercio.
Sere or sono la sua pizzeria posta al grottone di Palazzo fu visitata da un signore, il quale disse al pizzaiuolo che S.M la Regina
desiderava di mangiare le pizze alla napolitana.
Il pizzaiuolo, contento come dieci pasque, andò dal principale
Giovanni Brandi che ha la bottega alla Speranzella, e che egli rappresenta al Grottone, e gli disse dell'incarico dato dalla Regina.
Questi, la mattina seguente, indossato un abito da festa, si presentò 
in carrozzino, insieme al suo capo-giovane che sta al Grottone,
e mercé un biglietto di riconoscimento, fu ammesso in corte.
Trovò in una stanza alcuni gentiluomini che stavano a pranzo ed
offrirono loro del Capri; poi fu introdotto dalla Regina.
Sua Maestà sedeva su una sedia a bracciuoli; un gentiluomo di 
Corte - figuratevi che il Brandi stesso racconti - disse alcune 
parole in francese alla Regina, la quale domandò che specie di 
pizze sapesse egli fare. Il Brandi trasse fuori un foglio di carta
bollata, sul quale, per maggiore pulizia, aveva scritto l'elenco di 
35 qualità di pizze, tra le quali pregò S.M. di scegliere. La Regina 
lesse, e punta dalla curiosità di sapere che cosa fossero i cicinielli
e gli gammarielli, gli ordinò che fra le altre facesse quelle due
qualità di pizze per il giorno seguente.
Brandi rimase un po' interdetto; sudava freddo per l'emozione.
Disse alla Regina: « Come si fa, per sua Maestà che è avvezza
alla cucina col burro e non mangia roba fatta colla nzogna, a
farle pizze alla napoletana?». «Non vi preoccupate di questo»
rispose la Regina. «Io voglio che voi mi facciate le "pizze come 
siete solito di farle pel popolo di Napoli"» (sono parole testuali).
Giovanni Brandi fu mandato alle cucine; dispose certi accomodi per i forni, ordinò della legna e delle pampuglie: e disse che 
quanto al resto avrebbe pensato lui.
L'indomani, che fu il 14 scorso, Brandi andò a Capodimonte for-
nito di pale, fiore di farina, cicinielli, alici, gammarielli, nzogna,
olio, otto rotoli di pasta e molto altro ben di Dio.
Scese in cucina, si scamiciò, si pose il grembiale, la berretta di
tela e si diede all'opera. Grande curiosità in Corte, al rumore
cadenzato del pizzaiuolo che stendeva la pasta; il Principino
non può attender più; vuole a forza una pizza, gli si è presentata,
la mangia, gli piace. Più tardi escono otto grandi pizze, fumanti,
friggenti, fragranti: la Regina ne saggia un poco di tutte, e n'è
assai contenta. Gran gioia e commozione di Brandi, il quale domanda la grazia di mettere lo stemma reale sulla sua pizzeria.»
L'articolo verrà ripreso alcuni giorni dopo anche da alcuni quotidiani statunitensi, tra cui il Chicago Daily Telegraph.
Lo storico Luca Cesari ipotizza che la pizzeria visitata dall'emissario della casa Reale, fosse quella gestita dagli eredi del celebre pizzaiolo Pietro Calicchio, in salita Sant'Anna di Palazzo, a breve distanza dalla zona del Grottone (Galleria Borbonica). Come riportato nell'articolo, ad essere avvisato di quanto avvenuto dal pizzaiolo non fu però il padrone della pizzeria (Ferdinando Calicchio), ma Giovanni Brandi, titolare della pizzeria della Speranzella. Cesari ipotizza quindi che alla base di questo singolare avvenimento altro non vi fosse che un forte legame tra i due soggetti e che il pizzaiolo altri non fosse che Raffaele Esposito, genero di Brandi. Nell'articolo non si fa alcun riferimento agli ingredienti base della pizza Margherita, pomodoro, fiordilatte e basilico.
Nel 1883 Esposito rileverà da Calicchio il locale e lo ribattezzerà Pizzeria della Regina d'Italia.
Sull'autenticità del documento sopracitato firmato da Camillo Grandi sono stati sollevati numerosi dubbi. Zachary Nowak, docente di storia di Harvard e direttore del The Umbra Institute, ha trovato numerose discrepanze: il tipo di timbro impiegato, la mancanza dell'intestatura, la grafia, la firma di Galli, infine l'assenza della lettera indirizzata ad Esposito nell'elenco dei protocolli con cui vengono registrate le comunicazioni in entrata e in uscita da corte. Particolarmente curioso risulta anche il fatto che Esposito venga chiamato anche con il cognome della moglie (Brandi).
Altro particolare degno di nota riguarderebbe il cuoco di corte Amedeo Pettini, autore anche di numerosi ricettari. Quest'ultimo, che entrò giovanissimo nelle cucine reali arrivando a ricoprire il ruolo di capocuoco, pur avendo soggiornato al seguito della regina a Napoli, non citerebbe mai l'episodio dell'invenzione della pizza Margherita nei suoi libri.
Emmanuele Rocco, nel secondo volume del libro Usi e costumi di Napoli e contorni descritti e dipinti di Francesco De Bourcard pubblicato nel 1858, scrisse di varie combinazioni di condimento con diversi ingredienti tra i quali basilico, “pomidoro” e “sottili fette di muzzarella”:
(Francesco De Bourcard, Usi e costumi di Napoli e contorni descritti e dipinti, Vol. II, pag. 124)
La pizza con sopra le fette di mozzarella è quindi quella coperta di formaggio grattugiato e condita con lo strutto, con del pomodoro opzionale; è quindi evidente che l'abbinamento con mozzarella e pomodoro non fosse affatto una novità assoluta. Al più, volendo accogliere per veritiera l'invenzione di Brandi, è possibile ipotizzare che il cuoco abbia optato per eliminare dai condimenti tutti gli elementi dal gusto troppo intenso.
Dal quadro che comunque si evince dalle fonti storiche, la pizza veniva di certo condita in diversi modi; ciò farebbe pensare che anche la preparazione della Margherita potrebbe essere stata assai meno standardizzata rispetto a quella affermatasi poi nel XX secolo. A tal proposito è interessante notare che nel 1967, in un documentario della Rai, un pizzaiolo napoletano affermava che in passato venisse chiamata Margherita addirittura un tipo di pizza condita con uova.
Se la denominazione della pizza Margherita come omaggio alla regina fosse un falso storico, rimarrebbe aperta la questione relativa all'etimologia. Secondo molte fonti, il nome farebbe semplicemente riferimento al metodo tradizionale di disporre le fette di mozzarella sulla pizza, che ricorderebbe i petali di una margherita.